# Boarmia glaucodisca
Boarmia glaucodisca är en fjärilsart som beskrevs av Swinhoe 1894. Boarmia glaucodisca ingår i släktet Boarmia och familjen mätare. Inga underarter finns listade i Catalogue of Life.